# Josep Maria Orts Aracil
Josep Maria Orts Aracil   (Paterna i València, 28 d'octubre de 1891 - Barcelona, 4 de febrer de 1968) va ser un matemàtic valencià del segle xx.

## Vida
Traslladat a Barcelona on viu amb uns familiars, es matricula a la Facultat de Ciències de la Universitat de Barcelona on es llicencia en Ciències Exactes l’any 1914, obtenint el Premi extraordinari de llicenciatura concedit per la universitat i el que concedeix la Reial Acadèmia de Ciències i Arts de Barcelona pel seu treball sobre sèries trigonomètriques.
L’any 1916 demana permís per marxar a Madrid per doctorar-se a la Universidad Complutense, sota la direcció de Julio Rey Pastor. Llegeix la tesi doctoral el dia 7 de desembre amb el títol Resolución de problemas de Dirichlet en algunos recintos elementales i obté la qualificació d’excel·lent.
El 1921 és nomenat catedràtic d'Anàlisi matemàtica a la Universitat de Santiago de Compostel·la. El 1923 roman a Roma estudiant Estadística matemàtica i Càlcul de probabilitats, lloc on coneixerà i establirà una forta amistat amb Luigi Fantappiè.
El 1931 obté la càtedra d'Anàlisi matemàtica a la Universitat de Barcelona on romandrà fins a la seva jubilació el 1961.
En acabar la guerra civil, no va prendre el camí de l'exili com altres matemàtics catalans (Lluís Santaló, Ernest Corominas, Pere Pi Calleja, etc.) sinó que, fins i tot, va ser nomenat sotsdirector del Instituto Jorge Juan de Matemáticas, creat pel nou règim per substituir la Junta de Ampliación de Estudios, i dirigit nominalment per Julio Rey Pastor, tot i que aquest no va tornar de l'Argentina.
Va ser director del Seminari Matemàtic de Barcelona des de 1939 i de la revista Collectanea Mathematica des de la seva fundació.
Va rebre la Gran Creu de l'Ordre d'Alfons X el Savi (1959) i va ser membre numerari de la RACAB des de 1944.

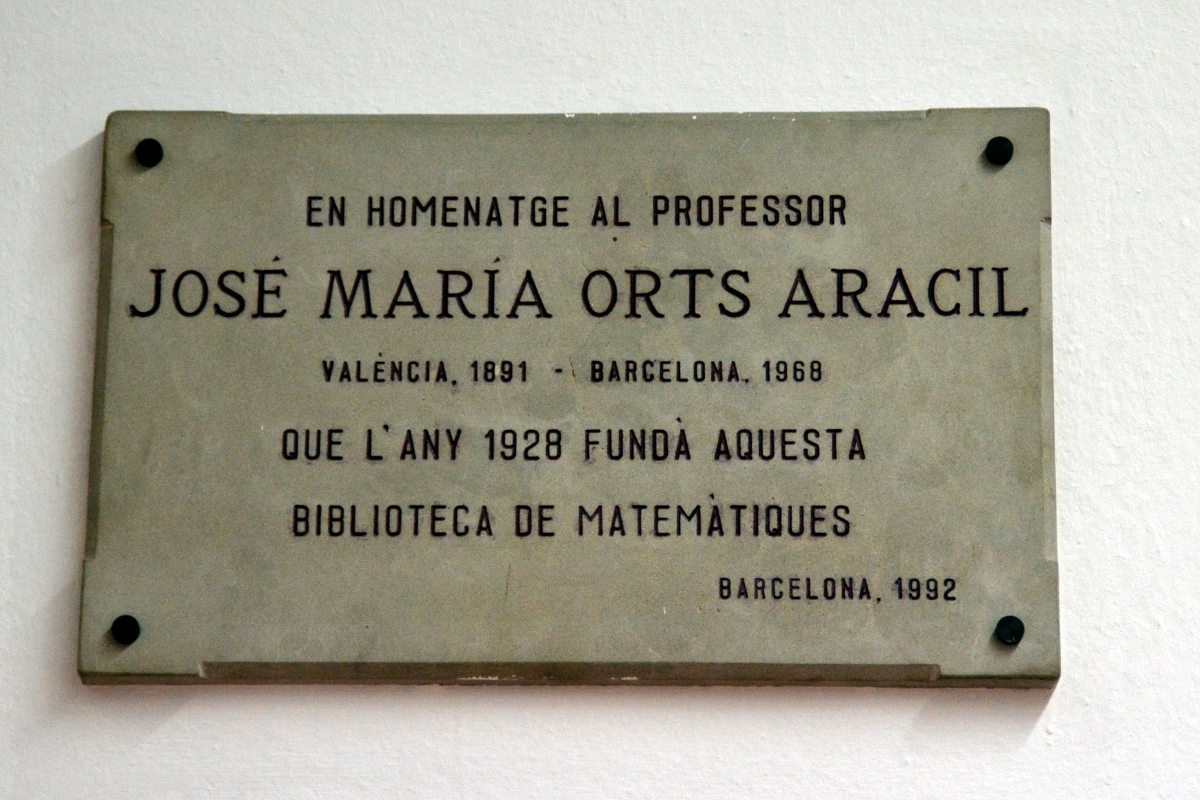
Placa commemorativa en reconeixement de Josep Maria Orts Aracil, fundador de la biblioteca

L'any 1928 va fundar la Biblioteca de Matemàtiques de la Universitat de Barcelona. Una placa al vestíbul ho acredita.

## Principals Obres
La seva obra va quedar plasmada en multitud d'articles i memòries publicats a la seva revista (Collectanea Mathematica), a les Memòries de la RACAB, a la Revista Matemática Hispano-Americana i a la Gaceta Matemática.